# Alexandr Solženicyn

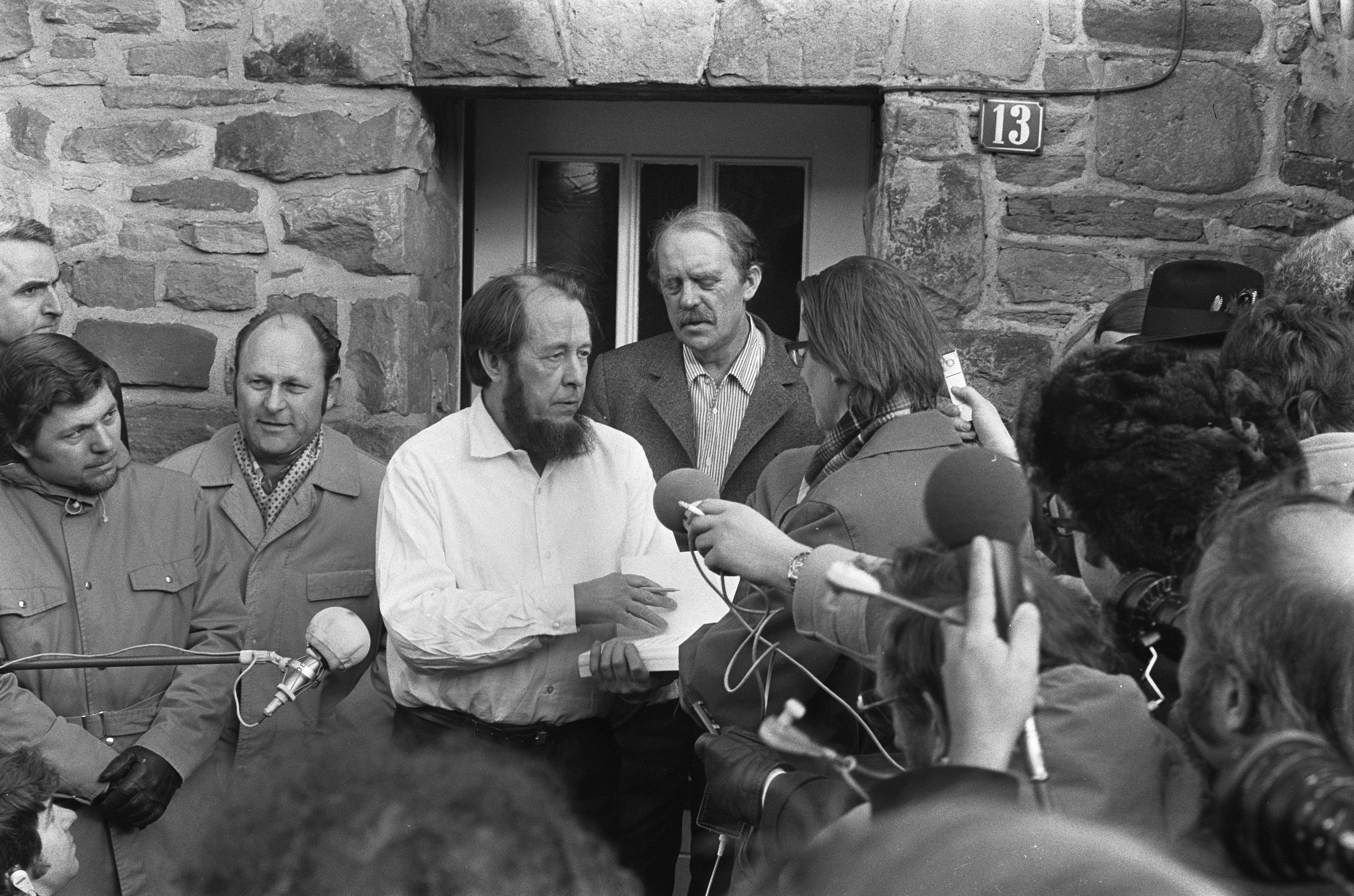
Solženicyn a německý spisovatel Heinrich Böll v Západním Německu v roce 1974

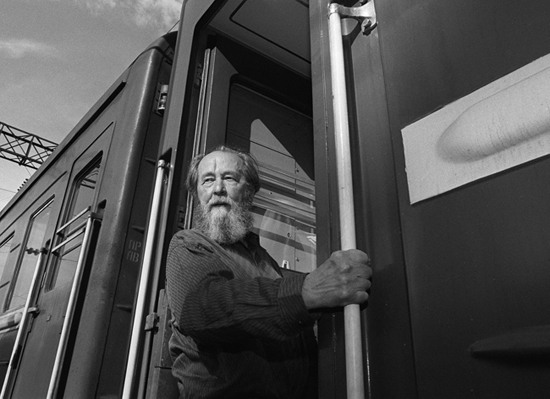
Alexandr Solženicyn ve Vladivostoku v roce 1994, po návratu z dvacetiletého vyhnanství

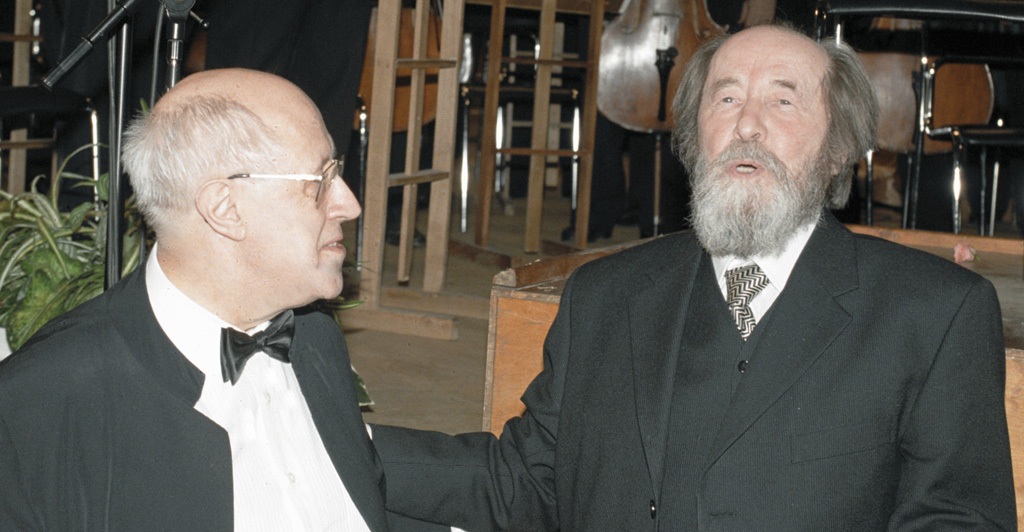
Solženicyn a jeho dlouholetý přítel Mstislav Rostropovič na oslavě Solženicynových 80. narozenin v roce 1988

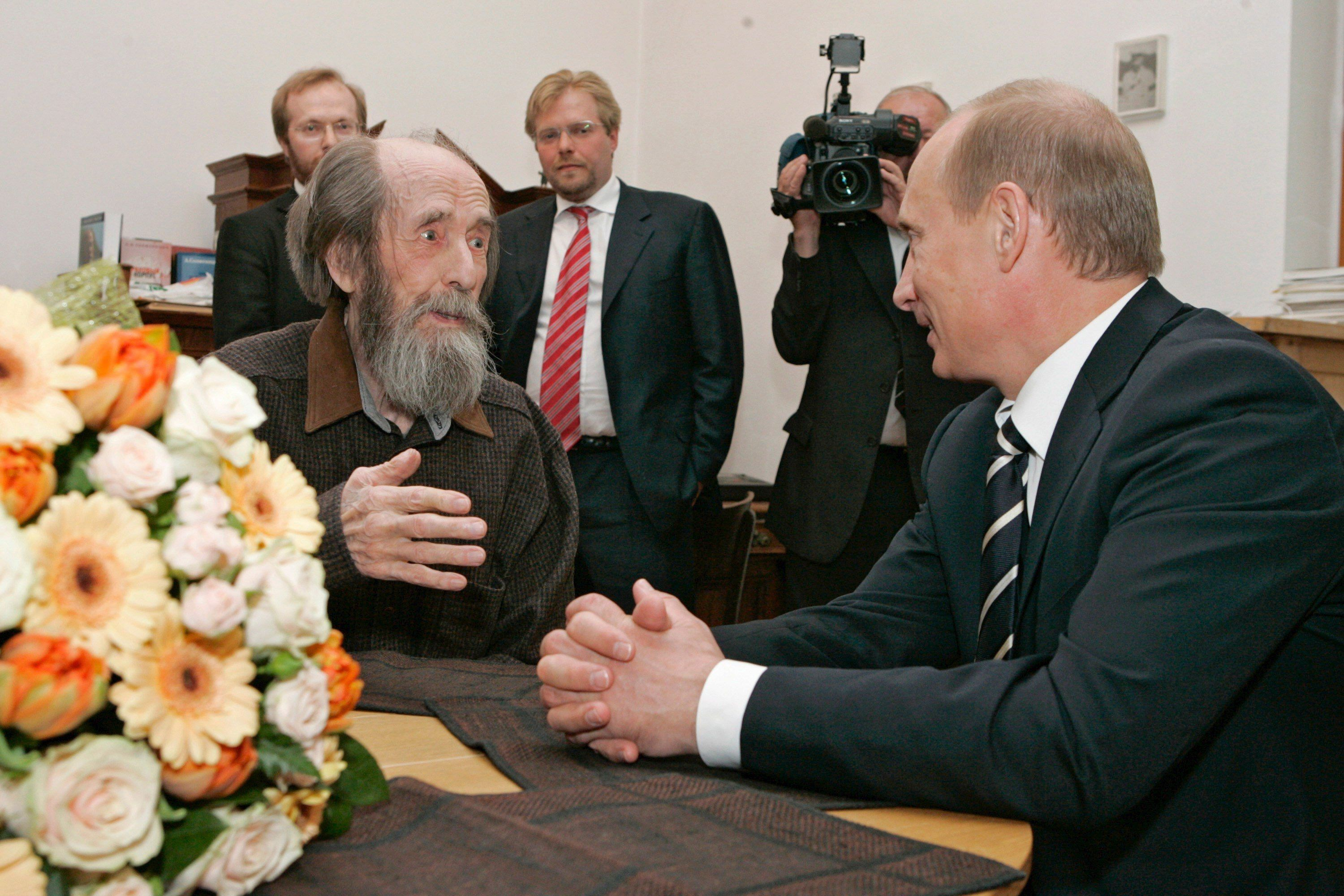
Ruský prezident Vladimir Putin při setkání se Solženicynem v roce 2007

Alexandr Isajevič Solženicyn (rusky Алекса́ндр Иса́евич Солжени́цын; 11. prosince 1918 Kislovodsk – 3. srpna 2008 Moskva) byl ruský spisovatel, disident, publicista a politický činitel. Roku 1970 obdržel Nobelovu cenu za literaturu.

## Život

### Mládí
Narodil se 11. prosince 1918 v Kislovodsku na severním Kavkaze v bohaté rodině. Dědeček byl majitelem velké firmy. Jeho otec, Isaac Semenovič Solženicyn, byl důstojník carské armády kozáckého původu a rodák z Kavkazu, který zemřel před jeho narozením v roce 1918 na následky lovecké nehody. Matka Taisija Zacharivna Ščerbak (Tomčak) byla Ukrajinka, jejíž rodina vlastnila rozsáhlý statek v oblasti Kubáně na severním úpatí Kavkazu.
Jeho ovdovělá matka ho vychovávala v chudých poměrech a v pravoslavné víře. Během jeho nejranějších let v Rusku zuřila občanská válka mezi bolševiky a bělogvardějci. Jejich rodinný majetek byl zabaven během kolektivizace a přeměněn na kolchoz. Později Solženicyn vzpomínal, že jeho matka bojovala o přežití a musela před sovětskými úřady tajit otcovo působení v carské armádě. V roce 1925 se přestěhoval se svou matkou do Rostova na Donu, kde v letech 1926 až 1936 studoval na střední škole, kde se začal zajímat o literaturu, psal poezii a různé eseje. V roce 1936 vstoupil do Komsomolu.
Po střední škole začal studovat na dvou fakultách rostovské univerzity (fyzikálně matematické a filozofické), po začátku druhé světové války se však dobrovolně přihlásil do armády, poté odešel bojovat na frontu. Byl důstojníkem dělostřelectva Rudé armády a dvakrát byl vyznamenán za statečnost. Za kritiku J. V. Stalina v dopise svému příteli byl v únoru 1945 zatčen příslušníky Smerše a odeslán do trestného tábora, v různých táborech pak strávil celkem osm let. Propuštěn byl roku 1953 a v letech 1953–1956 byl ve vyhnanství v Kazachstánu. Po rehabilitaci v roce 1957 se vrátil do středního Ruska a pracoval jako učitel.

### SSSR
V roce 1968 byl vyloučen ze Svazu spisovatelů. Roku 1970 byl Andrejem Dmitrijevičem Sacharovem navržen na Nobelovu cenu za literaturu, která mu byla udělena, ale on si ji nevyzvedl z obavy, že by ho sovětské úřady nepustily zpět do země. Poté, co na Západě vyšlo jeho nejslavnější dílo Souostroví Gulag, byl však v roce 1974 stejně zbaven občanství a násilně vypovězen ze země. Odjel nejprve do západního Německa, později se usadil v USA. V roce 1983 obdržel Templetonovu cenu. Do Ruska se vrátil až v roce 1994. Roku 1997 byl zvolen řádným členem Ruské akademie věd.

### Smrt
Zemřel 3. srpna 2008 v Moskvě na srdeční infarkt.

## Názory a kritika
Solženicyn byl kritizován za ostré rozpory mezi údaji o utlačovaných, které citoval, a archivními údaji, které se staly dostupnými během období perestrojky. Solženicynova „vězeňská“ díla byla ostře kritizována pro svou nevěrohodnost v té části, která pojednává o životě v táborech, úmrtnosti vězňů a jejich počtu. Kritiku ze strany komunistické strany podporovaly odkazy na výzkumy vědců, kteří pracovali v ruských archivech.
Solženicynův konflikt s protisovětskou emigrací a západními aktivisty studené války je zdůrazněn v jeho memoárech „Zrno mezi dvěma mlýny“. Solženicyn byl také aktivně kritizován „pravicí“ – především ostatními disidenty a emigranty, kteří popírali jeho křesťanské a antiliberální názory (disidentští nacionalisté naopak viděli přehnaný liberalismus). „Dopis vůdcům Sovětského svazu“ kritizoval A. D. Sacharov.
Během války ve Vietnamu podporoval snahu americké vlády zastavit šíření komunismu v jihovýchodní Asii a Pařížské dohody z roku 1973 označil za „krátkozraké“ a „ukvapenou kapitulaci“. V 70. letech kritizoval protiválečné hnutí ve Spojených státech a protiválečné aktivisty obvinil, že přispěli k utrpění národů v jihovýchodní Asii, které se dostaly pod komunistickou nadvládu.
V pozdějších letech, poté co se přestěhoval do Ruska, začal být více kritický k americké zahraniční politice. Odmítl invazi do Iráku v roce 2003 a obvinil Spojené státy z „okupace“ Kosova, Afghánistánu a Iráku. Bombardování Jugoslávie silami NATO podle něj znamenalo změnu v ruském postoji k Západu. Kritizoval rozšiřování NATO na východ směrem k ruským hranicím. V rozhovoru pro Der Spiegel z roku 2006 uvedl: „Je to obzvláště bolestivé v případě Ukrajiny, země, jejíž blízkost k Rusku je definována doslova miliony rodinných vazeb mezi našimi národy, příbuznými žijícími na různých stranách státní hranice. Jedním úderem by tyto rodiny mohly být rozděleny novou dělicí linií, hranicí vojenského bloku.“
V některých svých politických spisech, jako například „Obnova Ruska“ (1990) a „Rusko v kolapsu“ (1998), kritizoval oligarchické excesy nové ruské demokracie a zároveň se stavěl proti jakékoli nostalgii po sovětském komunismu. Obhajoval umírněný a sebekritický patriotismus (na rozdíl od extrémního nacionalismu). Také nabádal k místní samosprávě, podobnou té, kterou viděl na shromážděních měst v Nové Anglii a v kantonech Švýcarska. Vyjádřil také znepokojení nad osudem 25 milionů etnických Rusů v „blízkém zahraničí“ bývalého Sovětského svazu.
Solženicyn odmítl v roce 1998 přijmout nejvyšší ruské vyznamenání, Řád sv. Ondřeje. Později řekl: „V roce 1998 to bylo nejhorší období v zemi, lidé trpěli; ... Jelcin nařídil, abych byl poctěn nejvyšším státním řádem. Odpověděl jsem, že nemohu přijmout vyznamenání od vlády, která Rusko dovedla do takové zoufalé situace.“  V rozhovoru s Josephem Pearcem z roku 2003 řekl o situaci v Rusku: „Komunismus opouštíme tím nejnešťastnějším a nejtrapnějším způsobem. Bylo by těžké navrhnout horší cestu z komunismu, než je ta, kterou vykonáváme.“
V rozhovoru pro Der Spiegel z roku 2007 Solženicyn vyjádřil zklamání nad tím, že na Západě, v bývalých zemích východního bloku ani v bývalých sovětských republikách nezmizelo „směšování ‚sovětského‘ a ‚ruského‘“, proti kterému v 70. letech tak často vystupoval. Poznamenal: „Starší politická generace v bývalých komunistických zemích není připravena na pokání“, zatímco nová generace obviňuje postkomunistické Rusko a „chová se, jako by se hrdinsky osvobodili a vedli nový život, zatímco Moskva zůstala komunistickou.“ Podle Solženicyna nebyli Rusové v Sovětském svazu vládnoucím národem. Věřil, že všechny tradiční kultury všech sovětských národů byly stejnou měrou utlačovány ve prospěch ateismu a marxismu-leninismu. Solženicyn argumentoval, že umírněný a nekolonialistický ruský nacionalismus a ruská pravoslavná církev, jakmile budou očištěny od cézaropapismu (propojení církevní a světské moci), by neměly být považovány za hrozbu pro západní civilizaci, ale spíše za jejího spojence.
Krátce před svým návratem do Ruska přednesl Solženicyn projev ve Francii u příležitosti 200. výročí povstání ve Vendée. Během svého projevu Solženicyn přirovnal Leninovy bolševiky k jakobínům během Francouzské revoluce. Také přirovnal povstalce z Vendée k ruským, ukrajinským a kozáckým rolníkům, kteří se bouřili proti bolševické vládě, a prohlásil, že obojí bylo nemilosrdně potlačeno revolučním despotismem. Poznamenal, že zatímco francouzská vláda teroru skončila svržením jakobínů a popravou Robespierra, tak stejný proces nastal v Sovětském svazu během Chruščovova tání v 50. letech 20. století.

### Vztah k Židům
Solženicyn ve svých dílech poukazoval na židovský původ mnoha pachatelů stalinistického teroru v Sovětském svazu, jako byl Naftalij Frenkel. Ve své eseji z roku 1974 „Pokání a sebeodříkání jako kategorie v životě národa,“ naléhal na „ruské nežidy“ i Židy, aby přijali morální odpovědnost za „odpadlíky“ z obou komunit, kteří s nadšením přijali ateismus a marxismus-leninismus a podíleli se na rudém teroru a mnoha dalších zločinech po říjnové revoluci v roce 1917.
V roce 1985 napsal židovsko-americký historik Richard Pipes: „Každá kultura má svůj vlastní druh antisemitismu. V Solženicynově případě to není rasa. Nemá to nic společného s krví. Rozhodně není rasista; otázka je v zásadě náboženská a kulturní. Má určitou podobnost s Fjodorem Dostojevským, který byl horlivým křesťanem a vlastencem a zuřivým antisemitou. Solženicyn je nepochybně v sevření pohledu ruské krajní pravice na bolševickou revoluci, kterou považují za dílo Židů.“ S označením Solženicyna za antisemitu naopak nesouhlasil židovský spisovatel Elie Wiesel.
Studie Solženicyna z roku 2001 o historii vztahů mezi židovským a ruským národem v knize „Dvě stě let spolu“ vyvolala aktivní kritiku ze strany mnoha židovských publicistů i ruského nacionalistického tisku. V knize Solženicyn zopakoval svou výzvu, aby Rusové i Židé přijali odpovědnost za zločiny, kterých se dopouštěli příslušníci jejich národů v Sovětském svazu.

### Hladomor na Ukrajině
V roce 1975 pronesl projev pro národní odborové centrum AFL–CIO ve Washingtonu, D.C., v němž uvedl, že systém vytvořený bolševiky v roce 1917 způsobil hladomor na Ukrajině: „Byl to systém, který v době míru uměle vytvořil hladomor, který způsobil, že v letech 1932 a 1933 na Ukrajině zemřelo 6 milionů lidí.“ Solženicyn dodal: „Zemřeli na samém okraji Evropy. A Evropa si toho ani nevšimla. Svět si toho ani nevšiml – 6 milionů lidí!“
Krátce před svou smrtí Solženicyn v rozhovoru publikovaném 2. dubna 2008 v deníku Izvestija tvrdil, že ačkoli byl hladomor na Ukrajině umělý a způsobený státem, nijak se nelišil od ruského hladomoru v letech 1921–1922. Solženicyn uvedl, že oba hladomory byly způsobeny systematickým loupením úrody ruských i ukrajinských rolníků bolševickými jednotkami, které měly rozkaz od politbyra přivézt potraviny pro hladovějící obyvatele měst, zatímco z ideologických důvodů nebyl povolen jakýkoli soukromý prodej potravin ve městech nebo platba rolníkům výměnou za zabavené potraviny. Podle Solženicyna je tvrzení, že hladomor byl vyvolán z etnických důvodů, výmyslem ukrajinských nacionalistů. Argumentoval tím, že oběťmi sovětského hladomoru v letech 1932–1933 byli také mnozí Rusové, statkáři označovaní sovětským režimem jako kulaci, stejně jako mnoho dalších neukrajinských národností, a mnoho komunistických funkcionářů zodpovědných za hladomor bylo naopak ukrajinské národnosti.

## Dílo
Jeho tvorbu velmi ovlivnila druhá světová válka, věznění v gulagu a následný pobyt ve vyhnanství.
- Jeden den Ivana Děnisoviče, (Один день Ивана Денисовича, Odin děň Ivana Děnisoviča 1962), děj této novely nás zavádí do komunistického politického lágru a popisuje jeden den člověka odsouzeného na 10 let podle § 58 trestního zákona. Česky poprvé 1963 ISBN 80-200-0834-9
- V kruhu prvním, (В круге первом, V kruge pervom 1968 USA a ruský samizdat), psáno v letech 1955–1967. Česky 1991: ISBN 80-204-0331-0
- Rakovina, (Раковый корпус, Rakovyj korpus 1968 Německo a ruský samizdat, rozšířená verze 1978 USA a ruský samizdat), formou románu pojednává o léčebně rakoviny v postalinském období – tj. kolem roku 1956 (sám Solženicyn prodělal léčení z rakoviny roku 1954 v Taškentu). Setkáváme se zde nejen s nedostatkem lůžek, ale i s láskou, a objevuje se tu i politika. Děj popisuje nestranná osoba, na pokojích a na chodbách leží lidé různých povah a názorů, mezi nimi i komunisté. Česky 2002: ISBN 978-80-200-1040-7
- Trkalo se tele s dubem, (Бодался телёнок с дубом, Bodalsja těljonok s dubom) vzpomínky, shrnutí jeho spolupráce s A. D. Tvardovským v Novém miru v 60. letech. V psaní memoárů Solženicyn pokračoval přidáváním dodatků, se čtvrtým dodatkem (Vězení a vyhnanství) vyšla kniha poprvé v Paříži v roce 1974. Toto exilové vydání bylo přeloženo do mnoha jazyků. Konečná podoba knihy obsahuje i pátý dodatek (Neviditelní) a doplňky včetně oprav původního textu celé knihy; úpravy jsou datovány až do roku 1992. Plné vydání v překladu Ludmily Duškové vyšlo česky v roce 2001. ISBN 80-200-0870-5.
- Případ na stanici Krečetovka či Případ na stanici Kočetovka, (Случай на станции Крeчетовка či Случай на станции Кочетовка, Slučaj na stancii Krečetovka či Kočetovka), česky 1963
- Rudé kolo, (Красное колесо, Krasnoje koleso), románový cyklus. Jedná o pohled na vývoj Ruska od revoluce v roce 1905 přes první světovou válku až po říjnovou revoluci.
  - Část týkající se Lenina byla původně vydána samostatně jako Lenin v Curychu. Česky 2000: ISBN 80-200-0429-7
- Souostroví GULAG I–III, (Архипелаг ГУЛАГ, Archipelag GULAG, 1973–1975 v zahraničí, ruský samizdat), česky v zahraničí od 1974; samizdat – nedatováno, oficiálně 1990. GULAG je akronym, označující hlavní správu táborů nápravných prací. Solženicyn sám sebe považuje za kronikáře Gulagu mezi roky 1918–1956. Sám uvádí, že knihu píše pouze z povinnosti vůči lidem, kteří zde byli mučeni, zemřeli, nebo byli neprávem zadržováni. Jedná se o dílo, které je založeno na vlastních zkušenostech, na vzpomínkách spoluvězňů atd.
- Rusko v troskách, (Россия в обвале, Rossija v obvale; 1998), soubor úvah nad pozicí Ruska a vztahu k okolnímu světu. Česky 1999: ISBN 80-86182-33-9
- 200 let pospolu, Dějiny rusko-židovských vztahů v letech 1795–1916 a v letech 1917–1995, které vyšly v roce 2001, v té době se po vydání díla musel autor bránit nařčení z antisemitismu[20], v letech 2002/2003 (některé zdroje uvádějí 2001/2002) bylo dílo přeloženo do německého a francouzského jazyka, ale řadu let nebylo přeloženo do anglického jazyka. V roce 2017 se objevují anglické verze knihy na internetu. Podkladem pro knihu byly autorovy materiály, které nashromáždil během padesáti let při práci na dějinách ruské revoluce, jehož část se rozhodl použít pro historickou studii o rusko-židovských vztazích v letech 1795–1995. Česky 2004: ISBN 80-200-1140-4
- Meruňková zavařenina, soubor povídek z 90. let a počátku 21. století. Česky 2012: ISBN 978-80-257-0628-2

### Politická díla
- Nežít se lži (Жить не по лжи, Žiť ně po lži) Paříž 1974
- Rozdělený svět (1978)